# Panathinaikos FC
|  | Aquest article tracta sobre la secció de futbol del Panathinaikós. Vegeu-ne altres significats a «Panathinaikós Athlitikós Ómilos». |

El Panathinaikos FC, també conegut com a PAO o Panathinaikos AO (grec modern: ΠΑΟ - Παναθηναϊκός Αθλητικός Όμιλος - Panathinaikos Athlitikos Omilos), és la secció de futbol del Panathinaikós Athlitikós Ómilos, a la ciutat d'Atenes, Grècia.

## Història
Fundada el 1908, la secció de futbol és la més antiga del club. El club té un dels palmarès més importants del futbol grec. A nivell internacional el triomf més destacat fou la final de la Copa d'Europa de l'any 1971, que va perdre a l'estadi de Wembley per 2-0 davant l'Ajax Amsterdam.

## Estadis
- Estadi Apostolos Nikolaidis: 1923 - 1983, 2000 - 2005, 2007-
- Estadi Olímpic d'Atenes: 1983 - 2000, 2005 - 2007
- Votanikos Arena: previst per al 2009 finalment no construït

## Jugadors destacats
- Antonis Antoniadis, Stratos Apostolakis, Ànguelos Basinàs, Georgios Delikaris, Mimis Domazos, Giorgos Donis, Kostas Eleftherakis, Panagiotis Fissas, Kostas Frantzeskos, Mike Galakos, Giorgos Georgiadis, Takis Ikonomopoulos, George Kalafatis, Ioannis Kalitzakis, Aristidis Kamaras, Giorgos Kapouranis, Anthimos Kapsis, Giorgos Karagunis, Ioannis Kirastas, Sotiris Kirjakos, Kostas Linoxilakis, Spiros Livathinos, Takis Loukanidis, Spiros Marangos, Ànguelos Messaris, Antonis Miyiakis, Apostolos Nikolaidis, Andonis Nikopolidis, Nikos Nioplias, Loukas Panourgias, Michalis Papazoglou, Mimis Pierrakos, Nikos Sarganis, Dimitris Saravakos, Giurkas Sitaridis, Kostas Tsiklitiras, Nikos Vamvakoulas
- Juan Ramon Verón, Oscar Alvarez, Juan Ramon Rotcha, Juan Jose Borelli
- Júlio César da Silva, Flávio Conceição
- Rene Henriksen, Jan Michaelsen
- Karlheinz Pflipsen, Markus Münch
- Velimir Zajec, Aljoša Asanović, Robert Jarni, Goran Vlaovic
- Jonas Kolkka
- Eric Mykland
- Krzysztof Warzycha, Josef Wantzik, Emmanuel Olisadebe
- Paulo Sousa

## Entrenadors destacats
- Béla Guttmann
- Ferenc Puskás
- Stjepan Bobek
- Vasilis Daniïl
- Víctor Muñoz

## Palmarès
- 20 Lliga grega de futbol: (1930, 1949, 1953, 1960, 1961, 1962, 1964, 1965, 1969, 1970, 1972, 1977, 1984, 1986, 1990, 1991, 1995, 1996, 2004, 2010)
- 18 Copa grega de futbol: (1940, 1948, 1955, 1967, 1969, 1977, 1982, 1984, 1986, 1988, 1989, 1991, 1993, 1994, 1995, 2004, 2010, 2014)
- 3 Supercopa grega de futbol:[1] (1988, 1994, 1995)
- 1 Copa Balcànica de clubs: (1977)